# 巾帼枭雄之谍血长天
《巾幗梟雄之諜血長天》；前名《巾幗梟雄之諜血雌雄》、《巾幗梟雄3之諜血長天》），香港電視廣播有限公司拍攝製作的民初恩仇電視劇，此劇為《巾幗梟雄》及《巾幗梟雄之義海豪情》的姊妹作，但故事跟前作的內容和角色都毫無關聯。此劇由黎耀祥、胡杏兒、蕭正楠及馬賽領銜主演，並由謝雪心、金剛、劉江、方伊琪、李成昌、陳自瑤、馬蹄露及李天翔聯合演出，監製李添勝。
本劇有兩個版本，其中之一是由TVB的網絡平台myTV SUPER首播的完整版，一共有30集；第二版本為26集電視版，并於翡翠台，Astro On Demand，Astro华丽台及其他平台播放。
此劇為2013無綫節目巡禮劇集之一，亦是第17届香港國際影視展中無綫電視推介的17部劇集之一。
此劇的劇照圖片亦都在TVB Anywhere網站的登入畫面中在此劇開播時採用。

## 演員表
本劇分為26集翡翠台版本及30集足本播放版本

### 共產黨抗日游擊隊
| 演員   | 角色   | 暱稱／關係 |
| 曾航生 | 徐庭輝 | 徐主任 總參謀政治部主任暨政治局委員 實為國民政府之奸細，後被發現 於第30集（MYTV SUPER版本）／ 第26集（翡翠台版本）被林群拘捕 |
| 劉 江  | 林 群  | 政委 共產黨政委 趙淑君之叔父 何芳之叔仔 江尚紅之上司 賞識張寄生 曾於黃埔軍校任教，宋學儒之老師 於第8集炸死楊虎               |
| 黎耀祥 | 江尚紅 | 江隊長、鬍鬚佬（芳姨專稱） 游擊隊隊長 參見江家                                                                               |
| 胡杏兒 | 張寄生 | 張姑娘、寄生 情報員，於第5集加入組織 化身為粵劇名伶水芙蓉探取情報 參見江家                                                   |
| 日 伽  |        | 日文翻譯員 |
| 李岡龍 | 何大釗 | 組織同志 |
| 何俊軒 | 周大勇 | 組織同志 |
| 黃鍵麟 | 趙 吉  | 組織同志 |
| 江富強 | 朱師傅 | 游擊隊員 於第4集被日軍殺害                                                                                                   |
| 陳偉洪 | 周細明 | 游擊隊員 於第4集被日軍殺害                                                                                                   |
| 李興華 | 陳阿男 | 游擊隊員 於第23集（MYTV SUPER版本）被川島芳子殺害                                                                            |
| 黃耀煌 | 王阿勤 | 游擊隊員 於第23集（MYTV SUPER版本）被川島芳子殺害                                                                            |
| 潘宗揚 |        | 游擊隊員 於第23集（MYTV SUPER版本）被川島芳子殺害                                                                            |
| 范仲恒 |        | 游擊隊員 於第23集（MYTV SUPER版本）被川島芳子殺害                                                                            |
| 吳雲甫 |        | 游擊隊員 於第23集（MYTV SUPER版本）被川島芳子殺害                                                                            |
| 袁鎮業 |        | 游擊隊員 於第23集（MYTV SUPER版本）被川島芳子殺害                                                                            |
| 關浩掦 |        | 游擊隊員 於第23集（MYTV SUPER版本）被川島芳子殺害                                                                            |
| 司徒暉 |        | 游擊隊員 於第23集（MYTV SUPER版本）被川島芳子殺害                                                                            |
| 何廣沛 |        | 游擊隊員 於第23集（MYTV SUPER版本）被川島芳子殺害                                                                            |
| 林健生 |        | 游擊隊員 於第23集（MYTV SUPER版本）被川島芳子殺害                                                                            |
| 曾慧雲 | 王 媽  | 游擊隊員 於第23集（MYTV SUPER版本）被川島芳子殺害                                                                            |
| 黎桐康 | 張春明 | 游擊隊員 於第2集被日軍槍傷，後重傷不治                                                                                       |
| 陳勉良 | 老 王  | 軍醫 |
| 鄧永健 | 張 海  | 軍醫 |
| 陳亭嘉 | 小 李  | 護士 |
| 容天佑 | 根     | |
| 何傲兒 | 梁小敏 | 情報員 於第6集被江紅（鈴木一雄）識破身份而服毒自盡                                                                           |
| 邵卓堯 | 馬班主 | 戲班班主 水芙蓉之指導員 |
| 陳婉婷 | 小 梅  | 水芙蓉之僕人 |

### 江家
| 演員           | 角色 | 暱稱／關係 |
| 鍾志光         | 江志和 | 王萍之夫 江紅（鈴木一雄）、江尚紅之父 鈴木信夫、鈴木信子、張來之親家翁 鈴木櫻子、武田麻里、張寄生之家翁，與她們不相識 於日本一場地震中喪生 |
| 方伊琪         | 王 萍 | 萍姨 江志和之妻 江紅（鈴木一雄）、江尚紅之母 張寄生之乾媽，後為其家姑 鈴木櫻子、武田麻里之家姑，與其們不相識 鈴木信夫、鈴木信子、張來之親家姑，與其們不相識 林群之僕人 於第24集（MYTV SUPER版本）/ 第20集（翡翠台版本） 與江紅服藥自殺，來保償對於兒子的過失，並在天堂照顧他，後死亡 |
| 羅梓龍（童年） | 江紅／鈴木一雄 | 鈴木先生、小紅（王萍專稱） 日本神木重工董事長／大漢奸／大日本帝國駐廣州總司令官妹夫／四大商會主席幕後操控者／日本皇軍軍火資助者／偽滿洲國造王者／日本國防武器軍火主要生產商 江志和、王萍之長子 江尚紅之孿生兄 鈴木櫻子、武田麻里之夫 金韞凌之情人 鈴木正夫、武田介男之妹夫 張寄生之大伯 鈴木信夫、鈴木信子之女婿 為四十噸黃金而與川島芳子合作 *遭遇: (1)在日本地震中與父母失散，並憎恨母親王萍當年在地震中只救親弟江尚紅，不顧自己。但其實當時都也顧著自己，要求母親王萍只救自己，而且還希望不顧弟弟江尚紅。 (2)幼年時被救他的日本男子雞姦，導致性無能，後將該男子殺害 (3)十歲時偷了鈴木家的香蕉，並將追趕他的鈴木小夫踢下海，同時借機拯救了下海找回兄長正夫的鈴木櫻子，因而被鈴木家族收養並改名為鈴木一雄 *性格: 為人心理變態，工於心計，心狠手辣，不擇手段，殺人無數，自私自利，恩將仇報，忘恩負義，聰明絕頂，有頭腦，懂得利用別人，不理任何人死活(草菅人命)，已經滅絕人性，認為世界沒有家庭才沒有痛苦，因而希望戰爭永無止境地進行。後被金韞凌的話所感動，並得知了戀愛的感覺，嘗試為其作出改變 將鈴木小夫踢下海而將其殺害 將鈴木櫻子的情夫從高樓拋下殺害，並燒傷失去知覺的鈴木櫻子，來使其一心一意與自己相愛 待鈴木櫻子父母去世後，將並不是自己所生的野種殺害，並吊死鈴木櫻子 殺害別人前，喜歡將自己的秘密説給別人知道 於第4集僅於照片及回憶登場，於第7集正式登場，並恐嚇梁小敏，導致其服毒身亡 於第7集槍殺秦公公和一名得知黃金秘密的手下 於第22-23集（MYTV SUPER版本）／ 第17-18集（翡翠台版本）假扮江尚紅，接近金韞凌 於第23集（MYTV SUPER版本）／ 第20集（翡翠台版本）被張寄生槍傷全身癱瘓 於第24集（MYTV SUPER版本）／ 第20集（翡翠台版本）被母親王萍欺騙吃下老鼠藥，並綁在一起後死亡 |
| 黎耀祥         | 江紅／鈴木一雄 | 鈴木先生、小紅（王萍專稱） 日本神木重工董事長／大漢奸／大日本帝國駐廣州總司令官妹夫／四大商會主席幕後操控者／日本皇軍軍火資助者／偽滿洲國造王者／日本國防武器軍火主要生產商 江志和、王萍之長子 江尚紅之孿生兄 鈴木櫻子、武田麻里之夫 金韞凌之情人 鈴木正夫、武田介男之妹夫 張寄生之大伯 鈴木信夫、鈴木信子之女婿 為四十噸黃金而與川島芳子合作 *遭遇: (1)在日本地震中與父母失散，並憎恨母親王萍當年在地震中只救親弟江尚紅，不顧自己。但其實當時都也顧著自己，要求母親王萍只救自己，而且還希望不顧弟弟江尚紅。 (2)幼年時被救他的日本男子雞姦，導致性無能，後將該男子殺害 (3)十歲時偷了鈴木家的香蕉，並將追趕他的鈴木小夫踢下海，同時借機拯救了下海找回兄長正夫的鈴木櫻子，因而被鈴木家族收養並改名為鈴木一雄 *性格: 為人心理變態，工於心計，心狠手辣，不擇手段，殺人無數，自私自利，恩將仇報，忘恩負義，聰明絕頂，有頭腦，懂得利用別人，不理任何人死活(草菅人命)，已經滅絕人性，認為世界沒有家庭才沒有痛苦，因而希望戰爭永無止境地進行。後被金韞凌的話所感動，並得知了戀愛的感覺，嘗試為其作出改變 將鈴木小夫踢下海而將其殺害 將鈴木櫻子的情夫從高樓拋下殺害，並燒傷失去知覺的鈴木櫻子，來使其一心一意與自己相愛 待鈴木櫻子父母去世後，將並不是自己所生的野種殺害，並吊死鈴木櫻子 殺害別人前，喜歡將自己的秘密説給別人知道 於第4集僅於照片及回憶登場，於第7集正式登場，並恐嚇梁小敏，導致其服毒身亡 於第7集槍殺秦公公和一名得知黃金秘密的手下 於第22-23集（MYTV SUPER版本）／ 第17-18集（翡翠台版本）假扮江尚紅，接近金韞凌 於第23集（MYTV SUPER版本）／ 第20集（翡翠台版本）被張寄生槍傷全身癱瘓 於第24集（MYTV SUPER版本）／ 第20集（翡翠台版本）被母親王萍欺騙吃下老鼠藥，並綁在一起後死亡 |
| 江尚紅         | 江隊長、鬍鬚佬（芳姨專稱）、綠帽英雄（鈴木一雄專稱） 江志和、王萍之幼子 江紅（鈴木一雄）之孿生弟 趙淑君之男友 為擊退日軍而親手殺死趙淑君 張寄生之第二任丈夫 張來之女婿 鈴木櫻子、武田麻里之叔仔（但不認識鈴木櫻子），後假扮鈴木櫻子之鰥夫，武田麻里之夫 假扮武田介男之妹夫，後被其視為仇人 周細雞之情敵 *性格: 与江紅（鈴木一雄）个性不同，为人善良、为了保护中国，不惜一切攻打日本鬼子 為調查四十噸黃金而接近川島芳子 於第25集（MYTV SUPER版本）／ 第21集（翡翠台版本）起假扮鈴木一雄 | |
| 甄敏婷         | 鈴木櫻子 | 江紅（鈴木一雄）之妻，後被其毀容及吊死 自己的兒子被江紅（鈴木一雄）殺害 江尚紅之大嫂，與其不相識，後被其假扮為亡妻 張寄生之妯娌，與其不相識 江志和、王萍之媳婦，與其們不相識 參見鈴木家 |
| 馬蹄露         | 武田麻里 | 江紅（鈴木一雄）之第二任妻子 江尚紅之第二任大嫂，不認識其，後被其假扮為妻 張寄生之妯娌 江志和、王萍之媳婦，與其們不相識 被江紅（鈴木一雄）收買之醫生弄死胎兒及將其弄至不育 於第8集登場 於第29集（MYTV SUPER版本）／ 第24集（翡翠台版本）被川島芳子殺害 參見武田家 |
| 黃可盈（童年） | 張寄生 | 張姑娘、寄生，水芙蓉 張來之女 張人蔘之姊 王萍之乾女兒，後為其媳婦 周細雞之妻，後分離並互相以為對方死亡，於第6集重遇 江志和之媳婦 江尚紅之妻 江紅（鈴木一雄）之弟婦，並互相利用，以水芙蓉身份勾引之 武田麻里、鈴木櫻子之妯娌（但不認識鈴木櫻子） 以水芙蓉身份接近武田介男，成為其女友，後反目 因多次被日軍强奸而無法生育 |
| 胡杏兒         | 張寄生 | 張姑娘、寄生，水芙蓉 張來之女 張人蔘之姊 王萍之乾女兒，後為其媳婦 周細雞之妻，後分離並互相以為對方死亡，於第6集重遇 江志和之媳婦 江尚紅之妻 江紅（鈴木一雄）之弟婦，並互相利用，以水芙蓉身份勾引之 武田麻里、鈴木櫻子之妯娌（但不認識鈴木櫻子） 以水芙蓉身份接近武田介男，成為其女友，後反目 因多次被日軍强奸而無法生育 |

### 張家
- 于第2集灭门 (张寄生除外)

| 演員           | 角色   | 暱稱／關係 |
| 洋             | 張 來  | 失明人士 張寄生、張人蔘之父 周細雞、江尚紅之岳父 江志和、王萍之親家翁 於第2集被日本軍殺死 名字諧音：將來                       |
| 黃可盈（童年） | 張寄生 | 張姑娘、寄生，水芙蓉 張來之女 張人蔘之姊 周細雞之妻，後分離並互相以為對方死亡，於第6集重遇 因多次被日軍强奸而無法生育 參見江家 |
| 胡杏兒         | 張寄生 | 張姑娘、寄生，水芙蓉 張來之女 張人蔘之姊 周細雞之妻，後分離並互相以為對方死亡，於第6集重遇 因多次被日軍强奸而無法生育 參見江家 |
| 梁梓豪         | 張人蔘 | 張來之子 張寄生之弟 周細雞、江尚紅之舅仔 於第2集被日本軍殺死                                                                   |

### 武田家 / 日本皇軍
| 演員   | 角色     | 暱稱／關係 |
| 金 剛  | 武田介男 | 廣州司令官 武田麻里之兄 佐藤之老表 江紅（鈴木一雄）之大舅，並互相利用 愛慕張寄生，後於第29集（MYTV SUPER版本）／ 第24集（翡翠台版本）反目 於第8集登場 於第30集（MYTV SUPER版本）／ 第25集（翡翠台版本）欲強姦張寄生時被周細雞刺死                                                      |
| 馬蹄露 | 武田麻里 | 武田介男之妹 江紅（鈴木一雄）之第二任妻子 江尚紅之第二任大嫂，不認識其 張寄生之妯娌，不知道與其的關係 江志和、王萍之媳婦，與其們不相識 被江紅（鈴木一雄）收買之醫生弄死胎兒及將其弄至不育 佐藤之表妹兼外遇 於第8集登場 於第29集（MYTV SUPER版本）／ 第24集（翡翠台版本）被川島芳子殺害 |
| 章宇昂 | 三浦副官 | 廣州司令副官 武田介男之下屬 |
| 王俊棠 | 三井司令 | 告知鈴木一雄有關四十噸黃金秘密 |
| 黃建東 | 佐 藤    | 武田麻里之表哥兼外遇 武田介男之老表 |

### 劉家
| 演員   | 角色   | 暱稱／關係 |
| 楊瑞麟 | 劉 天  | 廣州黑幫 劉家忠、劉溫柔之父，與其不和（實質非常愛錫其們），後和好 周細雞之岳父 劉勤之外祖父 於第6集登場 初期信任周細雞，後因誤會周細雞殺死劉勤而下格殺令，後和好               |
| 楊證樺 | 劉家忠 | 劉天之子，與其不和，後和好 劉溫柔之兄 周細雞之大舅，被其對付，後和好 於第6集登場                                                                                               |
| 蕭正楠 | 周細雞 | 劉溫柔之夫，與其不和，後和好 張來、劉天之女婿 劉勤之父 參見中國政府军 |
| 陳自瑤 | 劉溫柔 | 劉天之女，與其不和，後和好 劉家忠之妹 被周細雞迷姦並成為其第二任妻子，與其不和，後和好 劉勤之母 於第6集登場 本來有吸食鴉片習慣，後來被假扮金溥一的周細雞強行隔離而治好其煙癮。 |
|        | 劉 勤  | 勤仔 劉天之亡外孫 周細雞、劉溫柔之亡子 於第7集被楊虎拋落河淹死 |
| 利穎兒 | 妹仔娟 | 劉家妹仔 |
| 湯俊明 | 司機德 | 劉家司機 |
| 葉家泓 |        | 劉天手下 |
| 謝光耀 |        | 劉天手下 |

### 滿州國 / 前清
| 演員           | 角色 | 暱稱／關係 |
|                | 愛新覺羅·載灃 | 愛新覺羅·載毓之兄 幼蘭之夫 愛新覺羅·溥儀之父 金溥一、金韞凌之伯父 川島芳子之叔父 已去世 |
|                | 幼 蘭 | 愛新覺羅·載灃之妻 愛新覺羅·載毓之嫂子 愛新覺羅·溥儀之母 金溥一、金韞凌之伯娘 川島芳子之嬸 已去世 |
|                | 愛新覺羅·載毓 | 王爺 凱妃之情人 愛新覺羅·溥一、愛新覺羅·韞凌之父 愛新覺羅·溥儀、川島芳子之叔父 已去世 |
| 潘芳芳         | 川島芳子 | 漢奸 原名愛新覺羅·顯玗，漢名金璧輝 愛新覺羅·溥儀、愛新覺羅·溥一、愛新覺羅韞凌之堂姐 為四十噸黃金而與江紅（鈴木一雄）合作，並假扮喜歡其 於第22集（MYTV SUPER版本）／ 第18集（翡翠台版本）登場 於第23集（MYTV SUPER版本）／ 第19集（翡翠台版本）殺害陳阿男，阿榮及20名游擊隊士兵，並打傷馬班主 於第29集（MYTV SUPER版本）／ 第24集（翡翠台版本）殺害武田麻里 於第30集（MYTV SUPER版本）／ 第26集（翡翠台版本）被宋学儒派人用炸弹炸死 |
| 朱敏瀚         | 愛新覺羅·溥儀 | 清朝末代及滿州國皇帝 愛新覺羅·載灃、幼蘭之長子 愛新覺羅·載毓之侄兒 金溥一、金韞凌之堂兄 川島芳子之堂弟 畏懼江紅（鈴木一雄） 於第7集告訴秦公公四十噸黃金秘密，而間接害死秦公公 |
| 余之之（童年） | 凱 妃 | 愛新覺羅·載毓之情人 愛新覺羅·溥一、愛新覺羅·韞凌之母 因患急病死於廈門 |
| 馬 賽          | 凱 妃 | 愛新覺羅·載毓之情人 愛新覺羅·溥一、愛新覺羅·韞凌之母 因患急病死於廈門 |
| 金韞凌         | 原名愛新覺羅·韞凌 清朝末代公主 愛新覺羅·載毓、凱妃之私生女 愛新覺羅·溥一之妹 川島芳子、愛新覺羅·溥儀之堂妺 鍾情江尚紅、江紅（鈴木一雄） 誤認江紅（鈴木一雄）為江尚紅 江紅（鈴木一雄）之愛人 於第10集（MYTV SUPER版本）／ 第9集（翡翠台版本）登場 | |
| 羅鈞滿         | 金溥一 | 原名愛新覺羅·溥一 愛新覺羅·載毓、凱妃之私生子 金韞凌之兄 川島芳子、愛新覺羅·溥儀之堂弟 臉上有疤痕，因幼年受伤所致 幼時被帶往法蘭西軟禁，後被法蘭西政府釋放，輾轉投靠國民政府，但國民政府為四十噸黃金將其囚禁，于第13集被周细鸡殺害再被其假扮 於第10集（MYTV SUPER版本）僅於照片登場，於第13集（MYTV SUPER版本）／ 第12集（翡翠台版本）正式登場                                                                                     |
| 李成昌         | 索多隆 | 前清河南副都統 愛新覺羅·載毓之心腹重臣 佟小蘭之夫 金韞凌之養父 於第10集（MYTV SUPER版本）／ 第9集（翡翠台版本）登場 |
| 謝雪心         | 佟小蘭 | 金溥一之乳娘 金韞凌之乳娘兼養母 與索多隆有感情線，後為其妻 被江紅（鈴木一雄）剪去腳趾 於第10集（MYTV SUPER版本）／ 第9集（翡翠台版本）登場 |
| 招石文         | 安達海 | 前清內務總管 後夾帶私逃 |
| 曾健明         | 張 和 | 前清宮中待衛 後夾帶私逃 |
| 魏惠文         | 周 查 | 前清宮中待衛 後夾帶私逃 |
| 沈可欣         | 蓮 采 | 前清宮女 後夾帶私逃 |
| 吳香倫         | 蓮 月 | 前清宮女 後夾帶私逃 |
| 陳榮峻         | 秦公公 | 清朝末代大太監 侍奉愛新覺羅·溥儀之太監，於第7集被江紅（鈴木一雄）殺害 |

### 中國政府軍
- 于第30集（MYTV SUPER版本）／ 第26集（翡翠台版本）被瓦解。

| 演員           | 角色       | 暱稱／關係 |
| 宋卓熹（童年） | 周細雞     | 國民政府特工，代號甲乙丙 黃埔軍校優材生、最優秀技擊高手 張寄生之夫，後分離並互相以為對方死亡，於第6集重遇 迷姦劉溫柔並成為其夫，與其不和，後和好 張來、劉天之女婿 劉勤之父 張人蔘之姐夫 劉家忠之妹夫，並對付其，後和好 江尚紅之情敵 與宋學儒互相利用 假扮金溥一，川島芳子無血緣关係之堂弟 於第30集（MYTV SUPER版本）／ 第26集（翡翠台版本）綁架張寄生以威脅江尚紅並欲將其炸死，最後為救張寄生而自愿被所制造的地雷炸死 |
| 蕭正楠         | 周細雞     | 國民政府特工，代號甲乙丙 黃埔軍校優材生、最優秀技擊高手 張寄生之夫，後分離並互相以為對方死亡，於第6集重遇 迷姦劉溫柔並成為其夫，與其不和，後和好 張來、劉天之女婿 劉勤之父 張人蔘之姐夫 劉家忠之妹夫，並對付其，後和好 江尚紅之情敵 與宋學儒互相利用 假扮金溥一，川島芳子無血緣关係之堂弟 於第30集（MYTV SUPER版本）／ 第26集（翡翠台版本）綁架張寄生以威脅江尚紅並欲將其炸死，最後為救張寄生而自愿被所制造的地雷炸死 |
| 林 偉          | 楊 虎      | 國民政府軍師 周細雞之上司，後因周細雞退出任務而下格殺令 于第7集將劉勤拋落河淹死 于第8集被林群送上炸彈炸死 |
| 李天翔         | 宋學儒     | 中國國民黨中央政治委員會成員 林群於黃埔軍校任教時的學生 曾於美國西點軍校留學，並獲該校拳擊冠軍 與周細雞互相利用 於第13集登場 於第30集（MYTV SUPER版本）／ 第26集（翡翠台版本）派人炸死川岛芳子，一个月后被發現欲私吞四十噸黃金而被國民政府所殺 |
| 曾海昌         | 楊虎手下   | 于第8集被林群送上炸彈炸死 |
| 陳漢城         | 國民黨士兵 | |

### 鈴木家
- 已灭门，仅在回忆中出现

| 演員   | 角色     | 暱稱／關係 |
| 莫偉文 | 鈴木信夫 | 神木重工創辦人 鈴木正夫、鈴木櫻子之父 收養江紅（鈴木一雄），後為其岳父 已去世                                                                                                   |
| 徐玟晴 | 鈴木信子 | 鈴木正夫、鈴木櫻子之母 江紅（鈴木一雄）之岳母 已去世 |
|        | 鈴木正夫 | 鈴木信夫、鈴木信子之子 鈴木櫻子之兄 江紅（鈴木一雄）之大舅子 在追捕偷香蕉的江紅（鈴木一雄）期間被其推下海而溺斃                                                                 |
| 黎耀祥 | 鈴木一雄 | 原名江紅 鈴木櫻子之夫 鈴木信夫、鈴木信子之女婿 參見江家 |
| 甄敏婷 | 鈴木櫻子 | 鈴木信夫、鈴木信子之女 江紅（鈴木一雄）之妻，後被其毀容及吊死 自己的兒子被江紅（鈴木一雄）殺害 江尚紅之大嫂，與其不相識 張寄生之妯娌，與其不相識 江志和、王萍之媳婦，與其不相識 |

### 其他演員
| 演員       | 角色     | 暱稱／關係 |
| 羅 蘭      | 何 芳    | 芳姨 趙淑君之母，在其死後就大病一場，康復後就變得瘋瘋癲癲 於第3集為了救張寄生而險被日本軍射死，後失蹤於村，被江尚紅冒死救回                                     |
| 楊卓娜     | 趙淑君   | 何芳之女 林群之世侄女 江尚紅之女友，後被其開炮殺害 被日本皇軍捉去當人質，江尚紅為讓自己少受痛苦而被其開炮殺害                                                   |
| 溫裕紅     |          | 孕婦（第1集） |
| 吳倩彤     |          | 售票員（第1集） |
| 黃子恆     |          | 日軍大佐 強姦張寄生後被其槍殺（第2集） |
| 王德基     |          | 日軍（第3集） |
| 鄭嘉豪     | 中村     | 日兵隊長（第4集） |
| 王靖怡     |          | 日妓女（第4集） |
| 林 玥      |          | 日軍（第4集） |
| 譚永浩     |          | 日軍（第4集） |
| 林盛斌     | 小田次郎 | 日軍 曾與張寄生發生感情而被套取情報 因洩露了國家情報而自殺身亡（第5集）                                                                                         |
| 王東泰     |          | 江紅手下（第7集） |
| 譚坤倫     |          | 江紅手下 在追殺秦公公時知悉四十噸黃金秘密而被江紅滅口（第7集）                                                                                                  |
| 黃栢文     | 陳科長   | 廣州警察科科長 張寄生之乾爹（翡翠台版本：第8集） |
| 盧俊龍     | 阿 剛    | 鈴木一雄手下 代替江紅與武田麻里發生關係，後被殺滅口：江紅（鈴木一雄）開動機關，令其墮入鐵籠，並被籠內的老虎咬死，臨死前得知其秘密（MYTV SUPER版本：第8-9集）    |
| 李晉強     |          | 看護（翡翠台版本：第9集） |
| 馬貫東     | 阿 王    | 鍾教授助手 協助鍾教授找到凱妃墓穴後被江紅所殺 （翡翠台版本：第9-10集）                                                                                          |
| Joe Junior | 馬洛神父 | 法國人 廣州神父 金韞凌之好友 （翡翠台版本：第10-11、20-22集）                                                                                                   |
| 布偉傑     | Pierre   | 法國人 廣州法租界軍官 （翡翠台版本：第10-11集） |
| 王維德     | 沈醫生   | 被江紅（鈴木一雄）收買而將武田麻里之胎兒弄死，並被其滅口：江紅（鈴木一雄）開動機關，令其墮入鐵籠，並被籠內的老虎咬死，臨死前通得知其秘密 （翡翠台版本：第13集） |
| 王志康     |          | 鈴木櫻子之情人，並令其懷孕 被江紅（鈴木一雄）打至失去知覺後，再被其從屋內拋下而墜樓身亡 （翡翠台版本：第13集）                                                  |
| 陳嘉嘉     | 何 嫂    | 洪玫瑰之母 金韞凌替其接生 於第23集（MYTV SUPER版本）／ 第18集（翡翠台版本）被鈴木一雄殺害 （翡翠台版本：第19-23集）                                             |
| 甄健偉     |          | |
| 吳育樞     |          | |
| 蔡堅成     |          | |
| 小 寶      | 阿 秀    | |
| 孫慧雪     |          | 女侍應（第24集） |
| 李旻芳     |          | 溫泉少女（第13集） |
| 陳芷尤     |          | 日本妓女 |

## 不符合史實
- 劇中溥儀提及清朝入關中國皇帝為「太祖皇帝」（清太祖，愛新覺羅努爾哈赤），但其實清朝於1644年（順治元年）入關，當時清太祖已去世17年，而滿清入關時皇帝為清世祖順治皇帝。
- 劇中圍繞中日及各方勢力爭奪清朝四十噸黃金寶藏秘密開展。滿州國皇帝溥儀臨危交託秦公公有關寶藏的秘密，指出歷代先帝以國庫充盈為由不動用寶藏。真實歷史是清朝自道光二十三年南京條約起到光緒二十七年辛丑和約止，四代皇帝所簽訂不平等條約中的賠款估計已高達13.75億兩銀元。對這方面劇組沒有著墨或交待。
- 劇中東江游擊隊使用的武器，包括德軍在二戰中使用的P38及P08，以及1961才面世的RPG-7 肩托式火箭推進反坦克榴彈砲。[1]
- 如同前作《巾幗梟雄之義海豪情》，本劇刻意隱去中華民國國旗。不過國民政府一方的建築物則擺有孫文畫像及青天白日旗。此外，劇中對白也從未直接提及「共產黨」及「國民政府」，只出現一些國共雙方專用的字眼，如共產黨一方的「政委」、「指導員」、「主席」、「同志」；國民政府一方的「中統」、「委員」、「委員長」等。
- 除溥儀及川島芳子之外，劇中前清相關角色全屬虛構人物；而在歷史記載中，法國人也從未意圖扶持前清勢力，只在越南有殖民地（法属印度支那）。
- 劇中金韞凌思想傾向孫中山的國民革命。當她在密室中由索多隆得悉自己公主身份和身處廣州時，提及孫中山與瞿秋白（共產黨早期最高領導人）曾在廣州共同發動武裝起義。這段純粹杜撰。 瞿秋白生於1899年，1910年的庚戌新軍起義與1911年的黃花崗起義，瞿秋白當時約12歲尚在常州府中學堂就學，顯然無法與孫中山或同盟會共同策劃起義。
- 劇情指法國人因為法國本土正遭德國入侵（1940年期間），無暇自顧而主動撤出廣州法租界。史實則是直到1943年德國傀儡政權維希法國才將租界移交汪精衛國民政府。
- 劇中出現皇家香港天文台為「颱風辛巳」懸掛九號風球的情節（這一幕只於30集myTV SUPER版出現，在26集電視版已遭刪走）。「辛巳」即1941年，雖然當年香港確實有兩次懸掛九號風球的紀錄，但颱風的警示方式[[[Wikipedia:格式手册/链接#章節|錨點失效]]]也跟現在不同；而且當時世界尚未有為熱帶氣旋命名的習慣，也更不可能以該年的干支去命名一個吹襲中的颱風。
- 劇中川島芳子的下場是被宋學儒派人用炸彈炸死。史實是其1947年10月22日在北平被河北高等法院以漢奸罪判死刑。
- 劇中的一眾復清分子竟然在滿洲國成立(1933年)多年後仍然未歸附滿洲國。

## 播映安排
由於此劇涉及政治、歷史爭議題材，加上強姦及施虐的血腥暴力情節 ，故無綫電視將相關鏡頭刪減至26集的版本播放，而主題曲部分鏡頭亦被刪剪。而足本30集僅在myTV SUPER推出。最後被安排以26集版本在無綫電視翡翠台於2016年12月19日播出。

## 收視率
| 週次 | 集數   | 日期                         | 平均 | 最高 | 備註                                                                                       |
| 1    | 1－7   | 2016年12月19日－12月25日     | 19點 |      | 星期一至五平均收視19.6點 星期六平均收視14.9點，創下無綫劇集收視的新低 星期日平均收視16.5點 |
| 2    | 8－14  | 2016年12月26日－2017年1月1日 | 20點 |      | 星期一至五平均收視20.7點 星期六平均收視17.4點 星期日平均收視16.4點                         |
| 3    | 15－20 | 2017年1月2日－1月8日         | 20點 |      | 星期一至五平均收視20.8點 星期日平均收視 點 第16集平均收視22點                              |
| 4    | 21－26 | 2017年1月9日－1月14日        | 21點 |      | 星期一至五平均收視21點 星期六平均收視18.8點                                                |
| 全劇 | 全劇   | 全劇                         | 20點 |      |                                                                                            |

## 配樂
| 歌曲名稱   | 作曲   | 編曲   | 填詞   | 監製   | 原唱   | 主唱             | 性質   |
| 《孤嶺花》 | 周博賢 | 周博賢 | 周博賢 | 周博賢 | /      | 謝安琪           | 主題曲 |
| 《春天裡》 | /      | /      | /      | /      | 费玉清 | 胡杏兒（張寄生） | 插曲   |

## 記事
- 2013年2月20日：此劇於12:30在將軍澳電視廣播城一廠灰位舉行試造型記者會。
- 2013年4月8日：此劇於15:00在將軍澳電視廣播城十二廠舉行開鏡拜神。
- 2015年12月27日：此劇有傳被無限期雪藏。[9]
- 2016年9月28日：此劇於13:00在將軍澳唐德街3號香港九龍東皇冠假日酒店1樓宴會廳3舉行「解禁饗天下」宣傳活動；胡杏兒缺席。
- 2017年1月7日：由於直播《2016年度勁歌金曲頒獎典禮》，此劇暫停播映。

## 提名獎項

### 星和無綫電視大獎2017
| 年份 | 獎項                | 編號 | 劇集               | 單位               | 結果 |
| 2017 | 我最愛TVB女主角     | 17   | 巾幗梟雄之諜血長天 | 胡杏兒             | 提名 |
| 2017 | 我最愛TVB男主角     | 16   | 巾幗梟雄之諜血長天 | 黎耀祥             | 提名 |
| 2017 | 我最愛TVB電視男角色 | 12   | 巾幗梟雄之諜血長天 | 黎耀祥             | 提名 |
| 2017 | 我最愛TVB電視劇集   | 20   | 巾幗梟雄之諜血長天 | 巾幗梟雄之諜血長天 | 提名 |

### TVB 馬來西亞星光薈萃頒獎典禮2017
| 年份 | 獎項                      | 編號 | 劇集               | 單位               | 結果 |
| 2017 | 最喜愛TVB女主角           | 03   | 巾幗梟雄之諜血長天 | 胡杏兒             | 提名 |
| 2017 | 最喜愛TVB男主角           | 01   | 巾幗梟雄之諜血長天 | 黎耀祥             | 提名 |
| 2017 | 最喜愛TVB電視角色（17位） | 04   | 巾幗梟雄之諜血長天 | 黎耀祥             | 提名 |
| 2017 | 最喜愛TVB電視角色（17位） | 05   | 巾幗梟雄之諜血長天 | 胡杏兒             | 提名 |
| 2017 | 最喜愛TVB電視劇集         | 03   | 巾幗梟雄之諜血長天 | 巾幗梟雄之諜血長天 | 提名 |

## 外部連結
- 《巾幗梟雄之諜血長天》myTV SUPER 回看 （页面存档备份，存于）

Module:Navbar第58行Lua错误：页面不存在 巾幗梟雄系列